# Савицкие (деревня)
Савицкие — опустевшая деревня в Оленинском муниципальном округе Тверской области.

## География
Находится в юго-западной части Тверской области на расстоянии приблизительно 33 км на юг по прямой от административного центра округа поселка Оленино.

## История
В 1859 году здесь (тогда деревня Плоское или Савицкое, Ольгополь Бельского уезда Смоленской губернии) было учтено 8 дворов, в 1941 году —37. До 2019 года входила в состав ныне упразднённого Гусевского сельского поселения.

## Население
Численность населения: 56 человек (1859 год), 0 как в 2002 году, так и в 2010.